# Борелли, Лида
Лида Борелли (итал. Lyda Borelli, 22 марта 1884 — 2 июня 1959) — итальянская актриса.

## Биография
Лида Борелли родилась в Генуе в семье театрального актёра Наполеоне Борелли. Актёрскую карьеру начала в юности на театральных подмостках. 
В 1913 году состоялся её кинодебют в немом фильме «Но моя любовь не умрёт!», после чего продолжала активно сниматься последующие пять лет. Среди её киноработ такие картины режиссёра Кармине Галлоне как «Обнажённая» (1914), «Цветок зла» (1915), «Ночная бабочка» (1916) и «Мальомбра» (1917), а также «Сатанинская рапсодия» режиссёра Нино Оксилья (1917). В честь знаменитой датской актрисы 1910—1920-х годов Асты Нильсен её называли итальянской Нильсен. В 1918 году актриса вышла замуж за венецианского бизнесмена Джорджио Чини, после чего завершила свою карьеру. От Чини она родила четырёх детей. Борелли скончалась в Риме в 1959 году в возрасте 75 лет.

## Фильмография
- Ночь в Калькутте (1918)
- Легенда Санта Барбары (1918)
- Карнавал (1918)
- Сатанинская рапсодия (1917)
- История тринадцати (1917)
- Мальомбра (1917)
- Мадам Тальен (1916)
- Ночная бабочка (1916)
- Священный лес (1915)
- Свадебный марш (1915)
- Цветок зла (1915)
- Обнаженная (1914)
- Чужие воспоминания (1913)
- Но моя любовь не умрет! (1913)